# All My Loving (ep)
All My Loving is de vierde ep van de Britse band The Beatles. Het is uitgebracht door Parlophone en verscheen enkel in mono. De ep werd uitgebracht op 7 februari 1964 en kwam enkel in het Verenigd Koninkrijk, Zweden, Australië en Nieuw-Zeeland op de markt.
All My Loving bestaat uit twee nummers die eerder al op hun debuutalbum Please Please Me stonden, gecombineerd met twee nummers afkomstig van hun tweede album With the Beatles. De ep behaalde de eerste plaats van de Britse hitlijst voor ep's, waar het acht weken bleef staan. Ook in Australië behaalde het de eerste plaats in deze hitlijst.

## Tracks
Alle muziek en teksten zijn geschreven door Lennon-McCartney, tenzij anders aangegeven. 
| Nr. | Titel         | Duur |
| --- | ------------- | ---- |
| 1.  | All My Loving | 2:10 |
| 2.  | Ask Me Why    | 2:28 |

| Nr. | Titel                                                    | Duur |
| --- | -------------------------------------------------------- | ---- |
| 1.  | Money (That's What I Want) (Janie Bradford, Berry Gordy) | 2:52 |
| 2.  | P.S. I Love You                                          | 2:02 |